# Lu Yen-hsun
Lu Yen-hsun (Taoyuan, 14 agosto 1983) è un ex tennista taiwanese.
Detiene il record del maggior numero di tornei vinti in singolare nell'ATP Challenger Tour, con i 29 titoli che si è aggiudicato in carriera. Vanta inoltre in doppio tre titoli nel circuito maggiore e 13 nei Challenger.
Le sue migliori posizioni nel ranking ATP sono state la 33ª in singolare nel novembre 2010 e la 86ª in doppio nel gennaio 2005. Il suo miglior risultato nelle prove del Grande Slam è stato il quarto di finale raggiunto in singolare al torneo di Wimbledon 2010. Nel 2014 perde l'unica finale giocata nel circuito maggiore in singolare.

## Carriera

### Juniores
Gioca nei tornei dell'ITF Junior Circuit dal settembre 1997 al gennaio 2001 e i suoi migliori ranking mondiali tra gli juniores sono stati il 3º in singolare e il 9º in doppio. Vince sei tornei di categoria in singolare e tre in doppio, tutti di Grade 2 o Grade 3. Non ottiene risultati di rilievo nelle prove del Grande Slam e tra gli altri tornei di Grade A spiccano la finale raggiunta ai World Super Junior Tennis Championships di Osaka nell'ottobre del 2000 e i quarti di finale al Trofeo Bonfiglio nel maggio dello stesso anno.

### 2000-2002, inizi, primi titoli ITF, primo titolo Challenger in doppio
Fa il suo esordio tra i professionisti nel torneo ITF Futures Indonesia F6 nell'ottobre del 2000. Nel febbraio 2001 debutta in Coppa Davis nella sfida vinta 3-2 contro il Pakistan, perde sia il primo singolare che in doppio e conquista il punto decisivo per la qualificazione vincendo l'ultimo singolare. In ottobre alza il primo trofeo da professionista vincendo l'ITF Futures Hong Kong F1. Sconfitto nella finale di doppio al Thailand F2 in novembre, la settimana dopo conquista il primo titolo in doppio vincendo il torneo Thailand F3 in coppia con Frank Moser. Nei due anni successivi continua a vincere tornei ITF e dal 2002 comincia a giocare nel circuito Challenger, raggiungendo la prima finale di categoria nel luglio di quello stesso anno a Campos do Jordão. Il 30 novembre 2002 si aggiudica il primo titolo Challenger in doppio a Yokohama, dove in coppia con Danai Udomchoke batte in finale Ivo Karlović / Mark Nielsen per 7–6, 6–3. Sale velocemente nel ranking ATP, entra nella top 200 ad agosto in singolare e a novembre in doppio.

### 2003-2004, primo titolo Challenger in singolare, esordi nel circuito maggiore, top 100 nel ranking
Continua a giocare e vincere nel circuito ITF Futures fino alla fine del 2003 e lo abbandona a partire dalla stagione successiva, dopo aver vinto otto tornei in singolare e sei in doppio. Nel 2003 vince altri due Challenger in doppio. Si aggiudica il primo titolo Challenger in singolare il 15 febbraio 2004 a Joplin, sconfiggendo in finale Glenn Weiner con il punteggio di 6–4, 6–2; a Joplin vince inoltre il torneo di doppio e chiuderà la stagione con un totale di tre titoli in singolare e quattro in doppio. Ad aprile perde la finale a Città del Messico da Jeff Morrison, in maggio entra nella top 100 del ranking in singolare e in novembre sale all'82ª posizione. Sempre nel 2004 debutta nel circuito ATP in luglio al torneo sull'erba del Queen's e si spinge fino al terzo turno dopo aver sconfitto il nº 3 del mondo Guillermo Coria. Disputa quindi per la prima volta un torneo del Grande Slam a Wimbledon, supera al primo turno Jan Vacek prima di cedere a Jonas Björkman. In agosto fa il suo esordio olimpico ai Giochi di Atene, prende parte solo al torneo di singolare e viene sconfitto al primo turno da Jarkko Nieminen. Esce al primo turno dagli US Open per mano di Joachim Johansson.

### 2005-2007, primo titolo ATP in doppio, prima volta nei quarti di un torneo ATP in singolare
Apre il 2005 conquistando in gennaio il primo titolo ATP nel torneo di doppio a Chennai, in coppia con Rainer Schüttler batte 7–5, 4–6, 7–6 in finale Jonas Björkman / Mahesh Bhupathi, mentre in singolare non va oltre il secondo turno. Il successo in doppio lo porta all'85º posto nel ranking di specialità, che sarà il migliore della sua carriera. Nel torneo di doppio degli Australian Open raggiunge il terzo turno. Nel periodo successivo subisce molte sconfitte nei tornei ATP, in aprile scende al 180º posto del ranking in singolare e torna a concentrarsi sui Challenger, ma nel corso del 2005 ne vince solo uno in singolare e uno in doppio. Supera le qualificazioni a Wimbledon, al primo turno del tabellone principale sconfigge Arnaud Clément e al secondo viene eliminato da Janko Tipsarević, incontri risoltisi entrambi al quinto set. Nel 2006 dirada ulteriormente le sue presenze nel circuito maggiore; nei Challenger disputa in stagione sei finali in singolare e tre in doppio, vincendone una per ciascuna specialità. Verso fine anno torna a competere in alcuni tornei ATP ma senza successo. Eliminato al secondo turno dell'Australian Open 2007, in febbraio raggiunge per la prima volta i quarti di finale in singolare in un torneo ATP a Memphis e viene sconfitto da Andy Roddick dopo aver eliminato Jürgen Melzer. In settembre perde la finale di doppio all'ATP di Pechino in coppia con Chris Haggard. A ottobre vince un Challenger in doppio e a novembre ne vince uno in singolare, grazie al quale torna nella top 100.

### 2008, vittoria su Murray alle Olimpiadi e 61º nel ranking

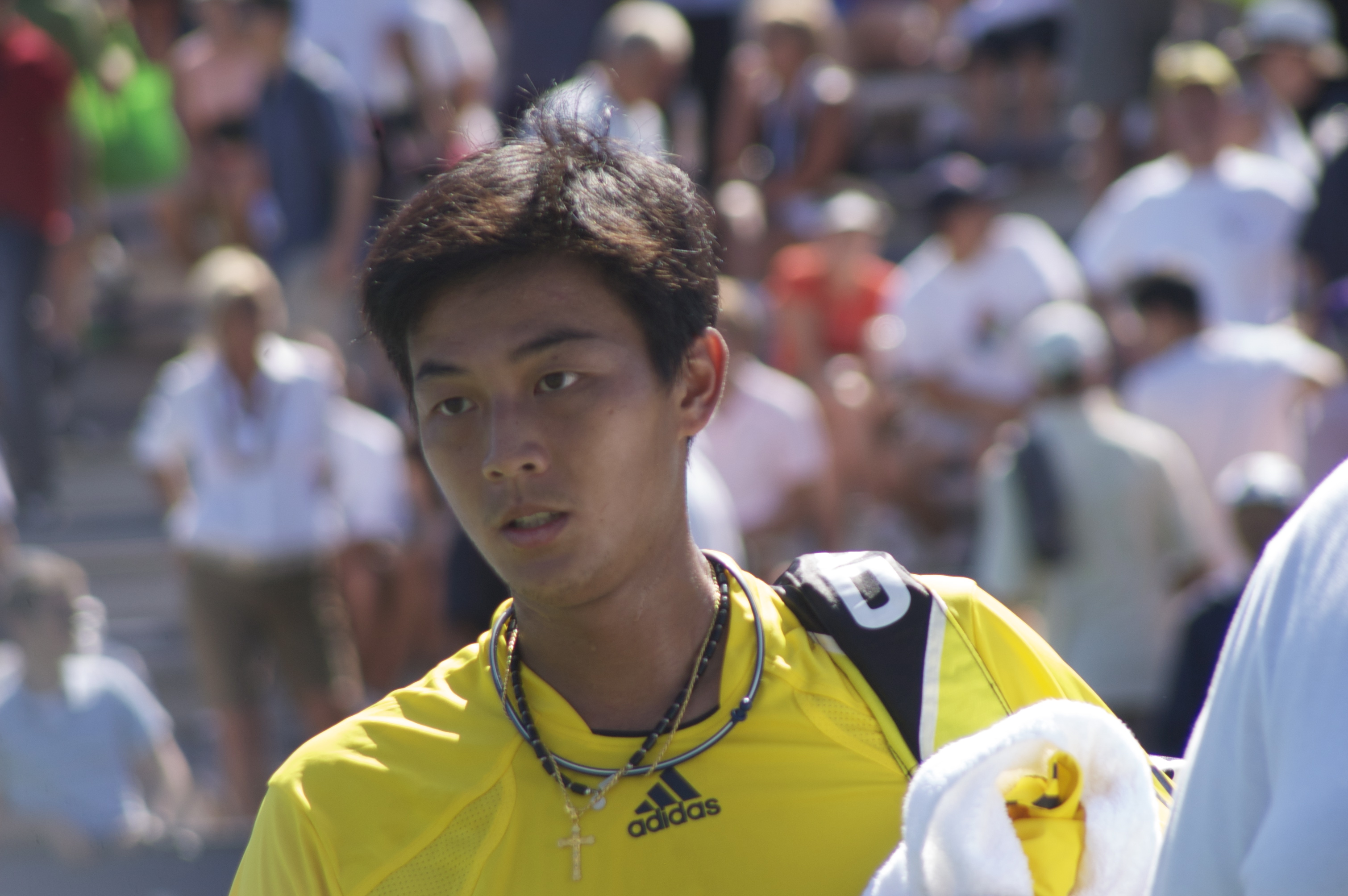
Lu agli US Open 2008

Vince il Waikoloa USTA Challenger a gennaio e raggiunge i quarti di finale nell'ATP di San José in febbraio. Torna a salire velocemente in classifica con le quattro finali Challenger disputate tra aprile e maggio, vince solo quella di Nuova Delhi e il 26 maggio si trova in 72ª posizione, suo nuovo best ranking. In luglio raggiunge i quarti all'ATP di Indianapolis e il mese dopo ottiene la più significativa vittoria in carriera sconfiggendo il nº 6 del mondo Andy Murray al primo turno del torneo olimpico di Pechino. Sarà l'unico giocatore a battere in singolare alle Olimpiadi Murray, che vincerà le successive due edizioni e non giocherà in singolare a Tokyo 2020. Supera anche il secondo turno e al terzo viene eliminato da Jürgen Melzer. In ottobre vince il Challenger di Tashkent e con altri buoni risultati nei Challenger sale in novembre alla 61ª posizione.

### 2009, tre titoli Challenger, 55º nel ranking
A inizio stagione raggiunge per la prima volta il terzo turno in una prova dello Slam all'Australian Open e viene eliminato da Tommy Robredo dopo aver sconfitto in 5 set il nº 11 del mondo David Nalbandian. Accede per la prima volta al secondo turno in un Masters 1000 a Indian Wells e si ripete due settimane più tardi in quello di Miami, risultati con cui sale al 55º posto mondiale. Il mese dopo vince il singolare al Challenger di Ramat HaSharon. Ha poi inizio un lungo periodo negativo, in novembre scende alla 126ª posizione e subito si riscatta vincendo il Challenger di Chuncheon, successo con cui rientra nella top 100. Nei tornei di doppio raggiunge il terzo turno agli US Open e vince in novembre il Challenger di Seul.

### 2010, quarti di finale a Wimbledon e 33º nel ranking
Il primo buon risultato del 2010 è la finale raggiunta con Janko Tipsarević nel torneo di doppio a Chennai e in febbraio si spinge fino ai quarti di finale in singolare all'ATP di Johannesburg. Conferma il secondo turno dell'anno precedente a Indian Wells e Miami, in aprile si impone in singolare nel Challenger di Atene e il mese dopo perde la finale in quello di Busan. A Wimbledon ottiene la sua migliore prestazione in carriera raggiungendo i quarti di finale, a cui accede battendo al quinto set il nº 7 del mondo Andy Roddick negli ottavi, viene eliminato in tre set dal nº 3 Novak Đoković; a fine torneo fa un balzo di 40 posizioni nel ranking e sale alla 42ª. Al torneo di Toronto si spinge per la prima volta al terzo turno in un Masters 1000, l'ottimo momento di forma continua in ottobre con il Challenger vinto a Seul e il 1º novembre approda alla 33ª posizione, che rimarrà il suo best ranking in carriera. Anche in doppio ottiene altri buoni risultati, con il successo nel Challenger di Atene e le semifinali negli ATP 500 di Pechino e Basilea.

### 2011, due titoli Challenger
Subisce sei sconfitte consecutive al primo turno nei primi tornei stagionali e torna al successo nei primi turni di Indian Wells e Miami. Anche al Madrid Masters supera il primo turno ai danni del nº 17 ATP Fernando Verdasco e vince per la prima volta in stagione due incontri di fila al Challenger di Busan. Non raggiunge come l'anno prima il quarto turno a Wimbledon, sconfitto al terzo da Michael Llodra dopo aver eliminato Tommy Robredo e il nº 12 ATP Viktor Troicki. Accede per due volte consecutive ai quarti di finale nei successivi tornei di Atlanta e di Los Angeles, nel quale raggiunge la semifinale in doppio. Il bilancio stagionale resta comunque negativo e si risolleva in classifica con i successi nei Challenger di Ningbo in settembre e di Seul in ottobre.

### 2012, un titolo ATP in doppio e tre Challenger in singolare

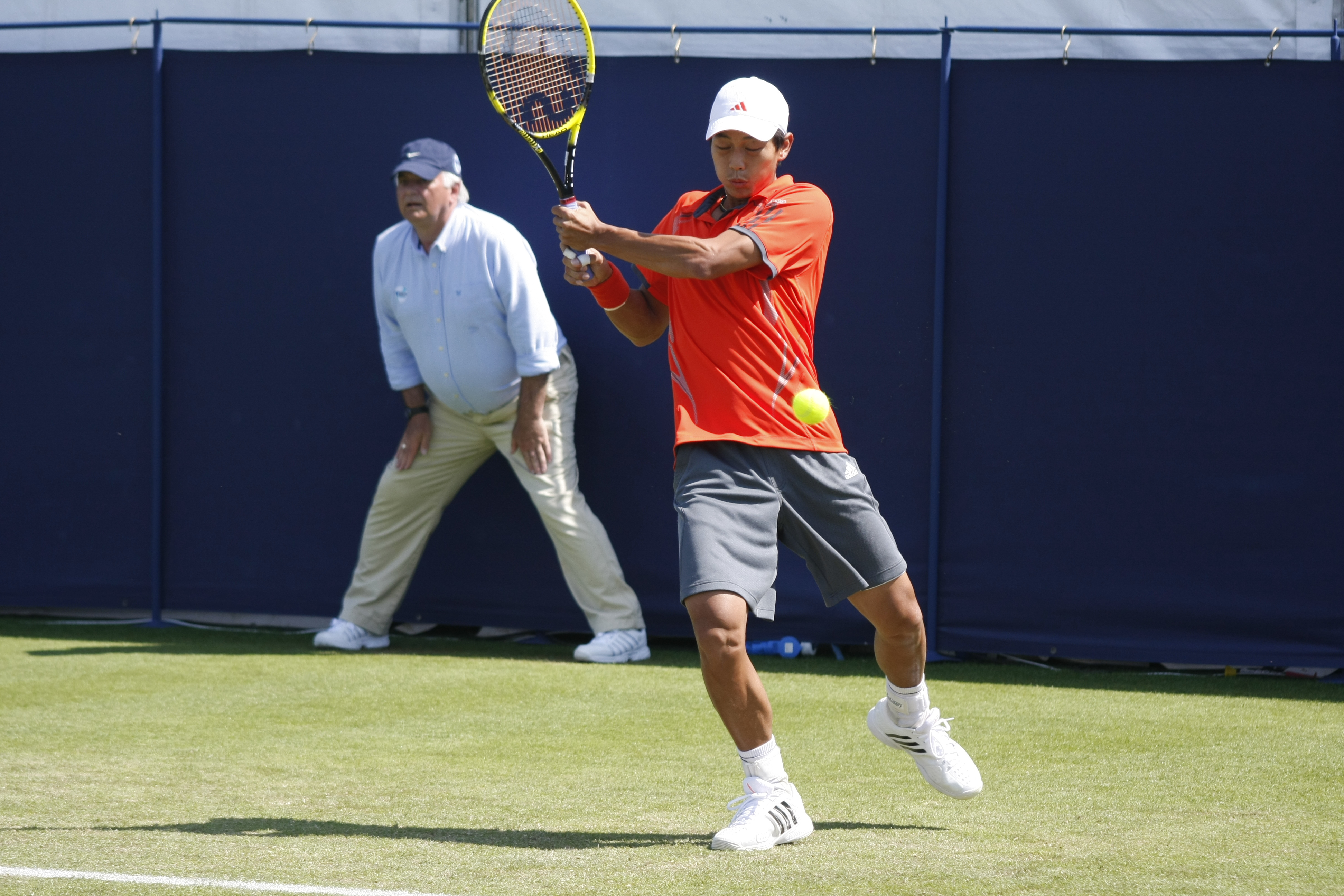
A Eastbourne 2012

Per la prima volta in carriera all'Australian Open raggiunge il terzo turno, dove raccoglie solo 5 giochi contro Juan Martín del Potro, mentre negli altri Slam in stagione viene eliminato al primo turno. A marzo sconfigge Gō Soeda nella finale del Singapore ATP Challenger e supera il primo turno al Masters di Miami, dove è costretto al ritiro nel secondo match. Torna a mettersi in evidenza in giugno al Queen's con la vittoria al terzo turno sul nº 8 ATP Janko Tipsarević ed è nuovamente costretto al ritiro nell'incontro dei quarti contro Marin Čilić, che vincerà il torneo. Viene eliminato al primo turno anche ai Giochi di Londra e il suo miglior risultato nella successiva trasferta americana è il secondo turno raggiunto al Cincinnati Masters. A settembre vince il torneo allo Shanghai Challenger in singolare e a fine mese conquista il suo secondo titolo ATP in doppio a Bangkok, in coppia con l'idolo locale Danai Udomchoke. A ottobre raggiunge il secondo turno nell'ATP 500 di Pechino – approfittando del ritiro di David Ferrer – e allo Shanghai Masters. A fine mese si conferma campione al Challenger di Seul, che aveva vinto nelle due ultime edizioni, e chiude la stagione al 59º posto del ranking.

### 2013, due titoli Challenger
All'Australian Open viene eliminato al secondo turno da Gaël Monfils, che si impone per 8-6 al quinto set, e anche nei successivi tornei stagionali dello Slam sarà eliminato al secondo turno. Accede per la prima volta al terzo turno del Masters di Indian Wells e viene eliminato da Murray che lo batterà anche a Wimbledon. A Nizza Lu supera il nº 22 ATP Andreas Seppi e al secondo turno viene eliminato da Pablo Andujar. In luglio sconfigge Gō Soeda nella finale del Challenger di Pechino e il mese dopo esce nei quarti di finale a Winston-Salem per mano di Aleksandr Dolhopolov. Al torneo di Kaohsiung vince il ventesimo titolo Challenger in carriera in singolare superando in finale Yuki Bhambri. A Bangkok viene eliminato nei quarti dal nº 6 del mondo Tomáš Berdych e per il sesto anno consecutivo termina la stagione nella top 100.

### 2014, una finale e due semifinali ATP, 34º nel ranking
Dopo dieci sconfitte in singolare nei quarti di finale di tornei ATP, nel gennaio 2014 accede per la prima volta a una semifinale a Auckland grazie ai successi su Igor Sijsling, Bradley Klahn e nei quarti su Steve Johnson. In semifinale batte a sorpresa in due set il nº 3 del mondo David Ferrer e, nell'unica finale disputata in singolare in carriera, cede dopo due tie break a John Isner. Nei tornei del Grande Slam del 2014 non va oltre il secondo turno raggiunto all'Australian Open e a Wimbledon. Torna a giocare una semifinale ATP a Memphis e si ritira alla fine del primo set, risultato che lo riporta nella top 50 da cui era uscito nell'aprile 2011. Sconfitto nuovamente da Isner al terzo turno di Indian Wells, raggiunge i quarti ad Halle e si ritira dal torneo prima dell'incontro con Roger Federer. Al secondo turno di Wimbledon cede in 4 set al nº 3 del mondo Stan Wawrinka. Gioca solo due Challenger in stagione e in luglio si conferma campione a Kaohsiung. Si ferma al secondo turno nei primi tre tornei disputati nella trasferta americana e lo supera a Cincinnati sconfiggendo il nº 5 del mondo Berdych, prima di essere eliminato al terzo turno da Fognini. Arriva in semifinale anche al successivo torneo di Winston-Salem, viene sconfitto in tre set da Lukas Rosol e sale al 34º posto del ranking.

### 2015, ultimo titolo ATP in doppio e due titoli Challenger

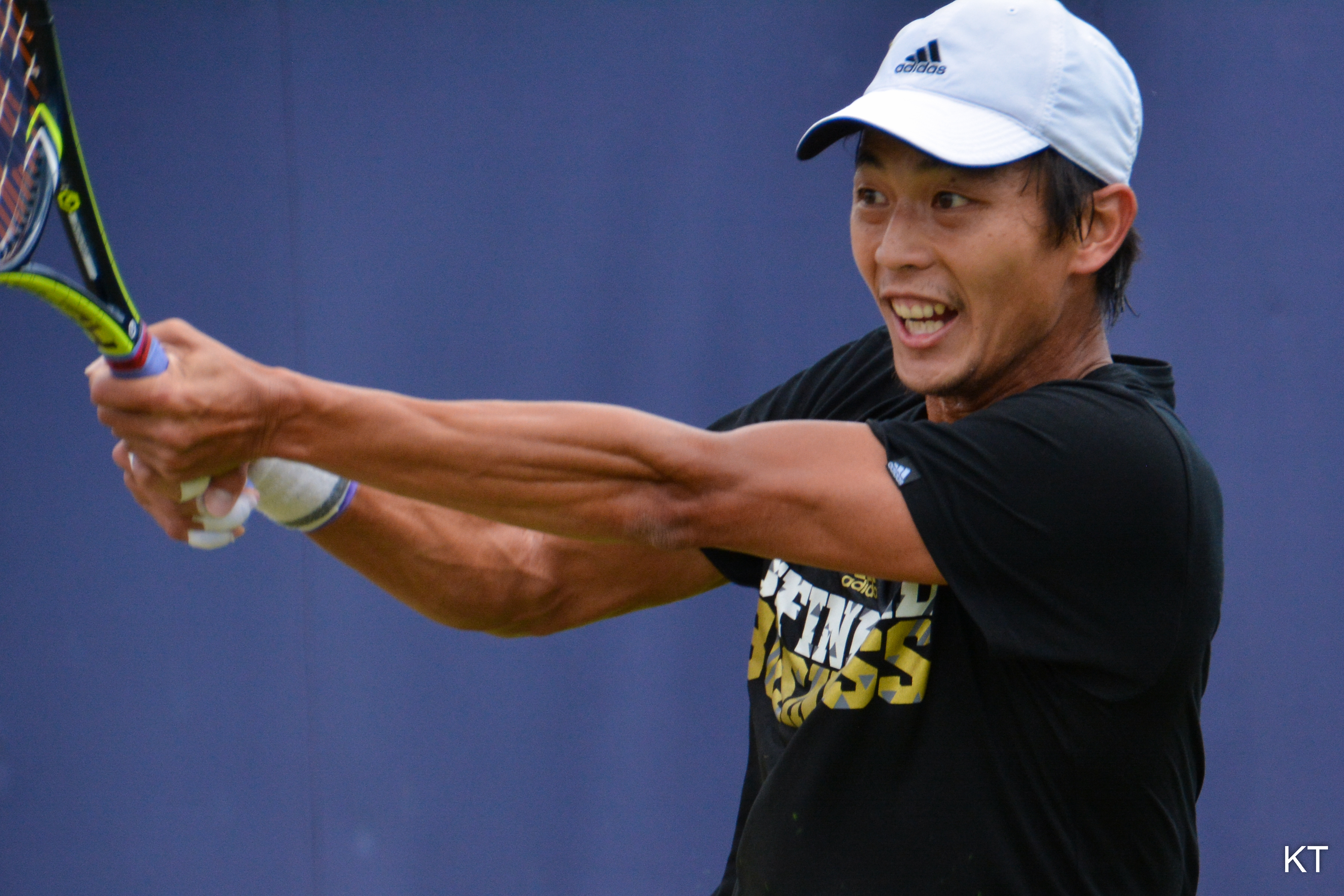
Al Queen's nel 2015

Inaugura la stagione vincendo il suo terzo e ultimo titolo ATP in carriera nel torneo di doppio di Chennai, dove in coppia con Jonathan Marray supera in finale gli specialisti Raven Klaasen / Leander Paes; in singolare viene eliminato nei quarti da Roberto Bautista Agut. Sconfitto da Federer al primo turno dell'Australian Open, raggiunge i quarti di finale anche a Delray Beach, e viene battuto da Adrian Mannarino dopo aver eliminato il nº 15 ATP Kevin Anderson. In maggio disputa la sua ultima finale nel circuito maggiore al torneo di doppio di Ginevra in coppia con Raven Klaasen e vengono sconfitti al terzo set da Juan Sebastián Cabal / Robert Farah. L'unico torneo dello Slam in cui supera il primo turno nel 2015 è il Roland Garros e al secondo turno perde al quarto set contro Anderson. Viene sconfitto nel tiebreak decisivo nei quarti di finale all'ATP di Nottingham da Aleksandr Dolhopolov, dopo che aveva eliminato Andreas Seppi e Feliciano Lopez. Ad agosto esce dalla top 100 e vi fa subito ritorno raggiungendo i quarti anche a Winston-Salem, ma un infortunio alla schiena lo costringe al ritiro prima dell'incontro con Steve Johnson. Si ritira per il mal di schiena anche durante il match del primo turno agli US Open. All'ATP 500 di Pechino supera Adrian Mannarino e Viktor Troicki, e nei quarti cede a David Ferrer. A ottobre si aggiudica il Ningbo Challenger con la vittoria in finale su Jürgen Zopp e in novembre vince a Hua Hin il suo ultimo Challenger in doppio in carriera.

### 2016, 4 titoli Challenger
Alla fine del 2015 avverte un persistente dolore al gomito destro e in gennaio si sottopone a un intervento chirurgico. Al rientro in maggio raggiunge la finale al Challenger di Seul e viene sconfitto al tiebreak decisivo da Serhij Stachovs'kyj. Eliminato da Djokovic al primo turno del Roland Garros, arriva in finale nei successivi tre Challenger disputati sull'erba, perde la prima contro Dustin Brown a Manchester e si impone in quelle di Surbiton e Ilkley, rispettivamente contro Marius Copil e Vincent Millot. Al secondo turno di Wimbledon viene eliminato da Murray. Esce al secondo turno anche a Washington e al Masters di Montreal, nel quale sconfigge Alexander Zverev. Al torneo di singolare dei Giochi di Rio viene sconfitto all'esordio da Paolo Lorenzi. Si spinge fino ai quarti di finale a Winston-Salem e viene eliminato da Bautista Agut. Torna a giocare nei Challenger a fine stagione, conferma il titolo vinto l'anno prima a Ningbo e si aggiudica per la prima volta quello a Suzhou.

### 2017, ultimi tre titoli Challenger

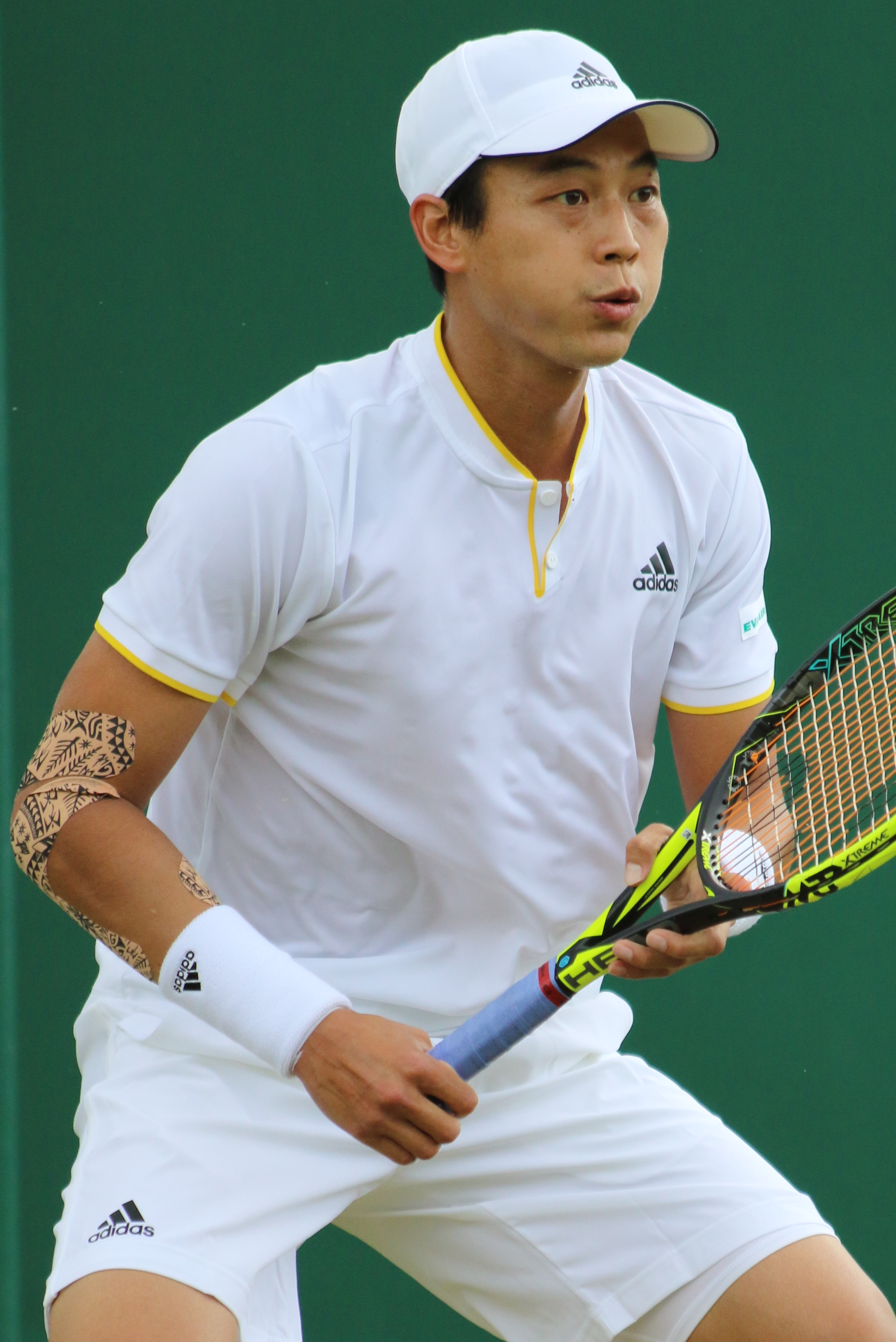
Lu al torneo di Wimbledon 2017

Nella prima parte del 2017 non va mai oltre il secondo turno in singolare nei tornei ATP e viene sconfitto al primo turno negli Slam all'Australian Open, al Roland Garros e a Wimbledon; l'unica vittoria di rilievo è quella su Karen Chačanov in gennaio a Auckland. In doppio raggiunge la semifinale in febbraio a Delray Beach e ad aprile batte Tatsuma Itō nella finale del Challenger di Taipei. Nel periodo successivo deve rinunciare ad alcuni tornei per il riacutizzarsi del dolore al gomito. In agosto si aggiudica gli ultimi titoli della carriera, prima il Chengdu Challenger battendo in finale Evgenij Donskoj e per ultimo il Jinan International Open, nel quale supera Ričardas Berankis con il punteggio di 6–3, 6–1. A fine mese viene eliminato al secondo turno degli US Open dopo aver sconfitto Karen Chačanov. In settembre è costretto al ritiro durante la finale dello Shanghai Challenger, che sarà l'ultima finale in carriera. A fine mese concede tre soli giochi al nº 37 ATP Andrej Rublëv al secondo turno dell'ATP di Chengdu e viene eliminato nei quarti da Marcos Baghdatis; nel torneo di doppio raggiunge con Divij Sharan la semifinale. Nella seconda parte della stagione avverte dolori alla spalla destra che lo costringono a ritirarsi in ottobre durante la semifinale del Ningbo Challenger, il suo ultimo torneo del 2017, disputato quando era 60º nel ranking.

### 2018-2021, infortunio alla spalla e ritiro
Il dolore alla spalla persiste e Lu intraprende un percorso di riabilitazione, nel tentativo di evitare di operarsi. Rientra nel circuito nel maggio del 2018, disputa solo tre incontri e in giugno si sottopone all'intervento chirurgico. Rientra nel gennaio 2020, e nel giro di un mese disputa i suoi due soli incontri della stagione. Torna a giocare direttamente nel circuito maggiore nel febbraio 2021 partendo dalla posizione nº 1008 del ranking. Nell'arco di sei mesi disputa otto incontri in singolare e ne vince solo uno al Miami Open contro il nº 63 ATP Sam Querrey, mentre in doppio ne gioca quattro e ne vince uno al Roland Garros. A fine luglio disputa il suo ultimo incontro in carriera nel torneo olimpico di singolare ai Giochi di Tokyo, perde in due set contro Alexander Zverev – che si aggiudicherà il titolo – e a fine incontro annuncia il suo ritiro dall'agonismo.

## Statistiche

### Singolare

#### Finali perse (1)
| Legenda                   |
| Grande Slam (0)           |
| ATP World Tour Finals (0) |
| ATP Masters 1000 (0)      |
| ATP World Tour 500 (0)    |
| ATP World Tour 250 (1)    |

| N. | Data            | Torneo                  | Superficie | Avversario in finale | Punteggio      |
| 1. | 11 gennaio 2014 | Auckland Open, Auckland | Cemento    | John Isner           | 6(4)-7, 6(7)-7 |

### Doppio

#### Vittorie (3)
| Legenda                   |
| Grande Slam (0)           |
| ATP World Tour Finals (0) |
| ATP Masters 1000 (0)      |
| ATP World Tour 500 (0)    |
| ATP World Tour 250 (3)    |

| N. | Data              | Torneo                    | Superficie | Compagno         | Avversari in finale            | Punteggio        |
| 1. | 9 gennaio 2005    | Chennai Open, Chennai (1) | Cemento    | Rainer Schüttler | Jonas Björkman Mahesh Bhupathi | 7-5, 4-6, 7-6(4) |
| 2. | 30 settembre 2012 | Thailand Open, Bangkok    | Cemento    | Danai Udomchoke  | Eric Butorac Paul Hanley       | 6-3, 6-4         |
| 3. | 11 gennaio 2015   | Chennai Open, Chennai (2) | Cemento    | Jonathan Marray  | Raven Klaasen Leander Paes     | 6-3, 7-6(4)      |

#### Finali perse (3)
| Legenda                   |
| Grande Slam (0)           |
| ATP World Tour Finals (0) |
| ATP Masters 1000 (0)      |
| ATP World Tour 500 (0)    |
| ATP World Tour 250 (3)    |

| N. | Data              | Torneo                | Superficie  | Compagno         | Avversari in finale                | Punteggio           |
| 1. | 15 settembre 2007 | China Open, Pechino   | Cemento     | Chris Haggard    | Rik De Voest Ashley Fisher         | 7-6(3), 0-6, [6-10] |
| 2. | 9 gennaio 2010    | Chennai Open, Chennai | Cemento     | Janko Tipsarević | Marcel Granollers Santiago Ventura | 5-7, 2-6            |
| 3. | 23 maggio 2015    | Geneva Open, Ginevra  | Terra rossa | Raven Klaasen    | Juan Sebastián Cabal Robert Farah  | 5-7, 6-4, [7-10]    |

### Tornei minori

#### Singolare

##### Vittorie (37)
| Legenda         |
| --------------- |
| Challenger (29) |
| Futures (8)     |

| N.  | Data              | Torneo                                    | Superficie    | Avversari in finale | Punteggio        |
| 1.  | 15 febbraio 2004  | Joplin Challenger, Joplin                 | Cemento (i)   | Glenn Weiner        | 6-4, 6-2         |
| 2.  | 4 aprile 2004     | Burnie International, Burnie              | Cemento       | Robert Lindstedt    | 6-3, 6-0         |
| 3.  | 7 novembre 2004   | Caloundra International, Caloundra        | Cemento       | Takahiro Terachi    | 6-0, 7-5         |
| 4.  | 22 maggio 2005    | Fergana Challenger, Fergana               | Cemento       | Danai Udomchoke     | 6-1, 7-6(2)      |
| 5.  | 19 novembre 2006  | Caloundra International, Caloundra        | Cemento       | Peter Luczak        | 6-3, 6-1         |
| 6.  | 18 novembre 2007  | Kaohsiung Cup, Kaohsiung                  | Cemento       | Dudi Sela           | 6-3, 6-3         |
| 7.  | 27 gennaio 2008   | Waikoloa USTA Challenger, Kohala          | Cemento       | Vince Spadea        | 6-2, 6-0         |
| 8.  | 18 maggio 2008    | New Delhi Challenger 1, Nuova Delhi       | Cemento       | Brendan Evans       | 5-7, 7-6(5), 6-3 |
| 9.  | 19 ottobre 2008   | Tashkent Challenger, Tashkent             | Cemento       | Mathieu Montcourt   | 6-3, 6-2         |
| 10. | 10 maggio 2009    | Israel Open, Ramat HaSharon               | Cemento       | Benjamin Becker     | 6-3, 3-1 rit.    |
| 11. | 8 novembre 2009   | Chuncheon Challenger, Chuncheon           | Cemento       | Igor Sijsling       | 6-2, 6-3         |
| 12. | 25 aprile 2010    | Athens Open Challenger, Atene             | Cemento       | Rainer Schüttler    | 3-6, 7-6(3), 6-4 |
| 13. | 24 ottobre 2010   | Seoul Cup, Seul                           | Cemento       | Kevin Anderson      | 6-3, 6-4         |
| 14. | 18 settembre 2011 | Ningbo Challenger, Ningbo                 | Cemento       | Jürgen Zopp         | 6-2, 3-6, 6-1    |
| 15. | 23 ottobre 2011   | Seoul Cup, Seul                           | Cemento       | Jimmy Wang          | 7-5, 6-3         |
| 16. | 4 marzo 2012      | Singapore ATP Challenger, Singapore       | Cemento       | Go Soeda            | 6-3, 6-4         |
| 17. | 9 settembre 2012  | Shanghai Challenger, Shanghai             | Cemento       | Peter Gojowczyk     | 7-5, 6-0         |
| 18. | 28 ottobre 2012   | Seoul Cup, Seul                           | Cemento       | Yuichi Sugita       | 6-3, 7-6(4)      |
| 19. | 14 luglio 2013    | Beijing International Challenger, Pechino | Cemento       | Go Soeda            | 6-2, 6-4         |
| 20. | 22 settembre 2013 | Kaohsiung Cup, Kaohsiung                  | Cemento       | Yuki Bhambri        | 6-4, 6-3         |
| 21. | 20 luglio 2014    | Kaohsiung Cup, Kaohsiung                  | Cemento       | Luca Vanni          | 6(7)-7, 6-4, 6-4 |
| 22. | 25 ottobre 2015   | Ningbo Challenger, Ningbo                 | Cemento       | Jürgen Zopp         | 7-6(3), 6-1      |
| 23. | 12 giugno 2016    | Surbiton Trophy, Surbiton                 | Erba          | Marius Copil        | 7-5, 7-6(11)     |
| 24. | 19 giugno 2016    | Ilkley Trophy, Ilkley                     | Erba          | Vincent Millot      | 7-6(4), 6-2      |
| 25. | 23 ottobre 2016   | Ningbo Challenger, Ningbo                 | Cemento       | Hiroki Moriya       | 6-3, 6-1         |
| 26. | 30 ottobre 2016   | China International Suzhou, Suzhou        | Cemento       | Stefan Kozlov       | 6-0, 6-1         |
| 27. | 23 aprile 2017    | Santaizi ATP Challenger, Taipei           | Sintetico (i) | Tatsuma Itō         | 6-1, 7-6(4)      |
| 28. | 6 agosto 2017     | Chengdu Challenger, Chengdu               | Cemento       | Evgenij Donskoj     | 6-3, 6-4         |
| 29. | 12 agosto 2017    | Jinan International Open, Jinan           | Cemento       | Ričardas Berankis   | 6-3, 6-1         |

#### Doppio

##### Vittorie (19)
| Legenda         |
| --------------- |
| Challenger (13) |
| Futures (6)     |

| N.  | Data             | Torneo                             | Superficie    | Compagno         | Avversari in finale                   | Punteggio           |
| 1.  | 30 novembre 2002 | Keio Challenger, Yokohama          | Sintetico (i) | Danai Udomchoke  | Ivo Karlovic Mark Nielsen             | 7-6(5), 6-3         |
| 2.  | 12 luglio 2003   | Challenger de Granby, Granby       | Cemento       | Danai Udomchoke  | Josh Goffi Ryan Sachire               | 6(4)-7, 6-4, 7-6(0) |
| 3.  | 15 novembre 2003 | Austin Challenger, Austin          | Cemento       | Jason Marshall   | Josh Goffi Tripp Phillips             | 6-2, 2-6, 6-3       |
| 4.  | 14 febbraio 2004 | Joplin Challenger, Joplin          | Cemento (i)   | Bruno Soares     | Rajeev Ram Brian Baker                | 3-6, 6-1, 6-1       |
| 5.  | 27 marzo 2004    | Burnie International, Burnie       | Cemento       | Rik De Voest     | Leonardo Azzaro Oliver Marach         | 6-3, 1-6, 7-5       |
| 6.  | 6 novembre 2004  | Caloundra International, Caloundra | Cemento       | Luke Bourgeois   | Mark Hlawaty Shannon Nettle           | 7-6(2), 7-5         |
| 7.  | 20 novembre 2004 | Tali Open, Helsinki                | Cemento (i)   | Robert Lindstedt | Gianluca Bazzica Massimo Dell'Acqua   | 6-2, 6-2            |
| 8.  | 30 luglio 2005   | Challenger de Granby, Granby       | Cemento       | Johan Landsberg  | Philip Bester Frank Dancevic          | 4-6, 7-6(5), 7-5    |
| 9.  | 11 febbraio 2006 | Burnie International, Burnie       | Cemento       | Luke Bourgeois   | Raphael Durek Alun Jones              | 6-3, 6-2            |
| 10. | 27 ottobre 2007  | Seoul Cup, Seul                    | Cemento       | Rik De Voest     | Sonchat Ratiwatana Sanchai Ratiwatana | 6-3, 7-5            |
| 11. | 30 ottobre 2009  | Seoul Cup, Seul                    | Cemento       | Rik De Voest     | Sonchat Ratiwatana Sanchai Ratiwatana | 7-6(5), 3-6, [10-6] |
| 12. | 24 aprile 2010   | Athens Open Challenger, Atene      | Cemento       | Rik De Voest     | Robin Haase Igor Sijsling             | 6-3, 6-4            |
| 13. | 7 novembre 2015  | Hua Hin Challenger, Hua Hin        | Cemento       | Lee Hsin-han     | Andre Begemann Purav Raja             | walkover            |

## Risultati in progressione
| Sigla | Risultato               |
| ----- | ----------------------- |
| V     | Vincitore               |
| F     | Finalista               |
| SF    | Semifinalista           |
| O     | Oro olimpico            |
| A     | Argento olimpico        |
| SF    | Bronzo olimpico         |
| QF    | Quarti di Finale        |
| 4T    | Quarto turno            |
| 3T    | Terzo turno             |
| 2T    | Secondo turno           |
| 1T    | Primo turno             |
| RR    | Round Robin             |
| LQ    | Turno di qualificazione |
| A     | Assente                 |
| ND    | Non disputato           |

| Legenda superfici    |
| -------------------- |
| Cemento              |
| Terra battuta        |
| Erba                 |
| Superficie variabile |

### Singolare
| Tornei Grande Slam |     |               |               |               |     |               |               |               |     |               |               |               |     |               |               |               |               |     |       |
| Australian Open    | A   | 1T            | 1T            | 2T            | 1T  | 3T            | 1T            | 1T            | 3T  | 2T            | 2T            | 1T            | A   | 1T            | A             | A             | 1T            | 1T  | 7–13  |
| Roland Garros      | A   | A             | A             | 1T            | A   | 1T            | 1T            | 1T            | 1T  | 2T            | 1T            | 2T            | 1T  | 1T            | A             | A             | A             | 1T  | 2–10  |
| Wimbledon          | 2T  | 2T            | 1T            | 1T            | 1T  | 1T            | QF            | 3T            | 1T  | 2T            | 2T            | 1T            | 2T  | 1T            | A             | A             | ND            | 1T  | 11–15 |
| US Open            | 1T  | Q1            | A             | A             | 2T  | 1T            | 1T            | 1T            | 1T  | 2T            | 1T            | 1T            | 1T  | 2T            | A             | A             | A             | A   | 3–12  |
| Vittorie–Sconfitte | 1–2 | 1–2           | 0–2           | 1–3           | 1–3 | 2–4           | 4–4           | 2–4           | 2–4 | 4–3           | 2–4           | 1–4           | 1–3 | 1–4           | 0–0           | 0–0           | 0–1           | 0–3 | 23–50 |
| Giochi Olimpici    |     |               |               |               |     |               |               |               |     |               |               |               |     |               |               |               |               |     |       |
| Giochi Olimpici    | 1T  | Non disputati | Non disputati | Non disputati | 3T  | Non disputati | Non disputati | Non disputati | 1T  | Non disputati | Non disputati | Non disputati | 1T  | Non disputati | Non disputati | Non disputati | Non disputati | 1T  | 2–5   |
| Vittorie–Sconfitte | 0–1 | Non disputati | Non disputati | Non disputati | 2–1 | Non disputati | Non disputati | Non disputati | 0–1 | Non disputati | Non disputati | Non disputati | 0–1 | Non disputati | Non disputati | Non disputati | Non disputati | 0–1 | 2–5   |

### Doppio
| Tornei Grande Slam |     |               |               |               |     |               |               |               |     |               |               |               |     |               |               |               |               |     |       |
| Australian Open    | A   | 3T            | A             | 1T            | A   | 1T            | 1T            | 2T            | A   | 2T            | 1T            | 1T            | A   | 1T            | A             | A             | 1T            | 1T  | 4–11  |
| Roland Garros      | A   | A             | A             | A             | A   | 1T            | A             | 1T            | 2T  | 1T            | 1T            | 1T            | A   | 1T            | A             | A             | A             | 2T  | 2–8   |
| Wimbledon          | A   | A             | A             | A             | A   | 1T            | 3T            | A             | 2T  | 1T            | 1T            | 2T            | 1T  | A             | A             | A             | ND            | 1T  | 4–8   |
| US Open            | A   | A             | A             | A             | 1T  | 3T            | 1T            | A             | 1T  | 3T            | 2T            | A             | 2T  | 2T            | A             | A             | A             | A   | 6–7   |
| Vittorie–Sconfitte | 0–0 | 2–1           | 0–0           | 0–1           | 0–1 | 2–4           | 2–3           | 1–2           | 2–3 | 3–4           | 1–4           | 1–3           | 1–2 | 1–3           | 0–0           | 0–0           | 0–1           | 1–3 | 16–34 |
| Giochi Olimpici    |     |               |               |               |     |               |               |               |     |               |               |               |     |               |               |               |               |     |       |
| Giochi Olimpici    | A   | Non disputati | Non disputati | Non disputati | A   | Non disputati | Non disputati | Non disputati | A   | Non disputati | Non disputati | Non disputati | A   | Non disputati | Non disputati | Non disputati | Non disputati | A   | 0–0   |
| Vittorie–Sconfitte | 0–0 | Non disputati | Non disputati | Non disputati | 0–0 | Non disputati | Non disputati | Non disputati | 0–0 | Non disputati | Non disputati | Non disputati | 0–0 | Non disputati | Non disputati | Non disputati | Non disputati | 0–0 | 0–0   |

## Vittorie contro giocatori top 10
| Stagione | 2001 | 2002 | 2003 | 2004 | 2005 | 2006 | 2007 | 2008 | 2009 | 2010 | 2011 | 2012 | 2013 | 2014 | 2015 | 2016 | 2017 | 2018 | 2019 | 2020 | 2021 | Totale |
| Vittorie | 0    | 0    | 0    | 1    | 0    | 0    | 0    | 1    | 0    | 1    | 0    | 2    | 0    | 2    | 0    | 0    | 0    | 0    | 0    | 0    | 0    | 7      |

| #    | Giocatore        | Ranking | Evento                         | Superficie | Turno | Punteggio                        |
| ---- | ---------------- | ------- | ------------------------------ | ---------- | ----- | -------------------------------- |
| 2004 |                  |         |                                |            |       |                                  |
| 1.   | Guillermo Coria  | 3       | Queen's, Londra                | Erba       | 2T    | 6–2, 6–4                         |
| 2008 |                  |         |                                |            |       |                                  |
| 2.   | Andy Murray      | 6       | Giochi olimpici, Pechino       | Cemento    | 1T    | 7–6(5), 6–4                      |
| 2010 |                  |         |                                |            |       |                                  |
| 3.   | Andy Roddick     | 7       | Wimbledon, Londra              | Erba       | 4T    | 4–6, 7–6(3), 7–6(4), 6(5)–7, 9–7 |
| 2012 |                  |         |                                |            |       |                                  |
| 4.   | Janko Tipsarević | 8       | Queen's, Londra                | Erba       | 3T    | 6–3, 2–6, 7–6(5)                 |
| 5.   | David Ferrer     | 5       | China Open, Pechino            | Cemento    | 1T    | 5–4 rit.                         |
| 2014 |                  |         |                                |            |       |                                  |
| 6.   | David Ferrer     | 3       | Auckland Open, Auckland        | Cemento    | SF    | 6–4, 7–6(4)                      |
| 7.   | Tomáš Berdych    | 5       | Cincinnati Masters, Cincinnati | Cemento    | 2T    | 3–6, 6–3, 6–4                    |